# Ninhursag
Ninhursag, Ninḫursag̃a(k) of Ninhursanga (vrouwe van de bergen) is een zeven grote goden van de Soemerische religie, de zeven Anunnaki. Deze moedergodin werd vereerd in de steden Ur, Mari en Lagasj. Ook in Nūtur stond er al in de ED IIIb-tijd een tempel aan haar gewijd.
Zij wordt als een van de vier grootste godheden van de Soemerische godenwereld beschouwd na An, Enlil en Enki. Samen met Utu, Inanna en Nanna vormden deze de zeven hoofdgoden van Soemer, zij die het lot bepalen. Soms wordt Ninhursag zelfs als eerste genoemd, wat erop wijst dat zij ooit een nog voornamere rol heeft gespeeld. Waarschijnlijk was haar naam oorspronkelijk Ki ofwel Aarde en was zij de echtgenote van An, de hemelgod, en werden zij ooit als de hoofdgoden gezien. Zij staat ook bekend als Ninmah de verheven vrouwe. Zoals haar Egyptische tegenhangster Hator verscheen zij soms in de vorm van een koe. Mesopotamische koningen noemden zichzelf graag als geliefd door Ninhursag en Eannatum, Entemena en Uruinimgina noemden zich gezoogd door Ninhursag. 'Heilige melk' van een zuivelhoeve van de tempel voedde Assyrische koningen vijfduizend jaar geleden. Er werden kalveren in de rol van 'eerstgeborene' aan haar geofferd.
In een mythe speelt zij een belangrijke rol bij de schepping der mensheid, in een andere veroorzaakt zij een reeks goddelijke geboortes in het paradijselijke Dilmun. Meer dan Inanna is zij de vruchtbaarheidsgodin en godin der geboorte.

## Namen
Ninhursag betekent letterlijk "Vrouwe van de bergen" (van het Sumerisch NIN "vrouw" en ḪURSAG "bergachtig gebied". Zij draagt nog andere namen waaronder Ninmah (Grote koningin), Nintu (Vrouwe der geboorte), Mama of Mami (moeder), Aruru (zuster van Enlil), Belet-Ili (Vrouwe van de goden - Akkadisch). Minder belangrijke synoniemen zijn Ninzinak (Vrouwe van het embryo), Nindim (Vrouwe der vormgeving), Nagarsagak (Schrijnwerkster van binnen), Ninbahar (Vrouwe van het pottenbakken), Ninmag (Vrouwe vulva); Ninsigsig (Vrouwe der stilte), Mudkesda (bloedtrouw), Amadugbad (kniespreidende moeder), Amaududa (moeder die geboorte gaf), Sagzudingirenak (vroedvrouw der goden), en Ninmenna (Vrouwe van het diadeem).
Volgens de mythe Lugal.e veranderde haar zoon Ninurta haar naam van Ninmah in Ninhursag om zijn schepping van de bergen te gedenken. Als Ninmenna plaatste zij volgens een Babylonisch investituur ritueel de gouden kroon op het hoofd van de koning in de Eanna tempel.
Volgens sommigen was Ki (aarde) de originele godin van de aarde en gezellin van An (hemel) identiek met een vroegere vorm van Ninhursag. Dit zou best kunnen, aangezien sommige auteurs beklemtonen dat Ki nooit als een godheid op zich werd beschouwd in de geschiedenis. Er zijn geen aanwijzingen van een cultus voor deze 'godin' en haar naam komt slechts beperkt voor in Soemerische scheppingsverhalen. Dit soort syncretisme kan wel tot enige verwarring leiden, aangezien Ki de moeder van Enlil zou zijn, daar waar Ninhursag volgens andere bronnen zijn zuster zou zijn.
Een aantal namen waren eerst met afzonderlijke godinnen geassocieerd zoals Ninmah en Ninmenna, die dan later met Ninhursag samensmolten. Er zijn ook mythen waar de naam Ninhursag niet in vernoemd wordt.
Bij de Griekse filosoof Damaskios is haar Griekse naam Dauke.

## Mythen
In scheppingsverhalen treedt Ninmah, een andere naam voor Ninhursag, op als vroedvrouw terwijl de moedergodin Nammu verschillende soorten menselijke individuen uit kleihompen maakt. Dit laatste gebeurt tijdens een feest door Enki gegeven ter ere van de schepping van het mensdom. In het zondvloedverhaal Atrahasis uit ca. 1635 v.Chr. schiep zij als Nintu met hulp van Enki uit klei, gemengd met vlees en bloed van de gedode god Aw-Ilu, de mens. Geplaagd door het lawaai van de mens stuurt Enlil eerst een plaag en dan hongersnood. Door tussenkomst van Atrahasis weet de mens te overleven, waarna Enlil een zondvloed stuurt. Gewaarschuwd door Enki had Atrahasis echter al een boot gebouwd voor hemzelf, zijn familie en verschillende dieren. In de mythe Schepper van de Schoffel voltooide zij de geboorte van het mensdom nadat de hoofden waren blootgelegd door Enki's schoffel.
In de mythe van Enki en Ninhursag is Ninhursag derde in rang na haar vader An en diens zoon Enlil. Enki wil haar plaats innemen en daagt haar diverse malen uit. Tijdens een van deze uitdagingen bezwangert hij haar, waarna zij hem een dochter baart, Ninsar ('Vrouwe groen'). Ninsar baart Enki vervolgens een dochter Ninkurra. Die baart hem dan weer een dochter Uttu. Enki vervolgt Uttu, die kwaad is omdat hij niet om haar geeft. Op advies van haar voorouder Ninhursag begraaft Uttu zaad van Enki in de aarde. Daaruit ontspruiten acht moederplanten, de eerste op aarde. Zodra Enki ze ziet, eet hij van deze planten, maar wordt ziek in acht organen van zijn lichaam. Nunhursag geneest hem door de planten in haar lichaam op te nemen en acht dochters te baren: Abu, Nintulla (Nintul), Ninsutu, Ninkasi, Nazi, Dazimua, Ninti, en Enshag (Enshagag). Zo volgen er nog meer uitdagingen met als resultaat dat Enki de derde plaats van Ninhursag opeist.

## KI
Spijkerschrift teken 'KI' (Borger 2003 nr. 737; U+121A0 ↠) is het teken voor "aarde", maar ook "plaats locatie". Het wordt ook gelezen als GI5, GUNNI (=KI.NE) "haard", KARAŠ (=KI.KAL.BAD) "kamp, leger", KISLAḪ (=KI.UD) "dorsplaats" en SUR7 (=KI.GAG). In de Akkadische orthografie dient het als determinant voor toponiemen en heeft de syllabenwaarden gi, ge, qi en qe.